# Feuerwehr Potsdam
Die Feuerwehr Potsdam mit Sitz in der Hauptfeuer- und Rettungswache in der Holzmarktstraße 6 in Potsdam ist verantwortlich für den Brandschutz, die Technische Hilfeleistung und die Brandbekämpfung in der Stadt Potsdam. Sie gehört zum Fachbereich 37 (Fachbereich Feuerwehr) der Stadt Potsdam und besteht aus einer Berufsfeuerwehr und 15 Freiwilligen Feuerwehren. Den Freiwilligen Feuerwehren sind die Jugendfeuerwehren sowie die Kinderfeuerwehren angegliedert.

## Geschichte
Im Jahr 1744 hatte Potsdam 3 Spritzenhäuser mit insgesamt 6 Spritzen. Die Berufsfeuerwehr Potsdam wurde am 1. Oktober 1862 gegründet und unterstand der Polizeidirektion. Parallel dazu gab es vom 9. Mai 1885 bis zum 30. November 1911 eine Freiwillige Feuerwehr Potsdam. Ab 1866 wird die Feuerwehr dem Potsdamer Magistrat unterstellt. Am 1. April 1886 verfügte die königliche Polizeidirektion, dass ab demselben Tag die Berufsfeuerwache rund um die Uhr mit fünf Feuerwehrleuten, einem Führer und zwei Gespannen zu besetzen ist. Am 2. Juli 1913 erhielt die Feuerwehr Potsdam eine motorisierte Spritze der Luckenwalder Firma Koebe auf Namag-Lloyd und am 13. November 1915 wurde eine Drehleiter mit elektrischem Aufrichte- und Auszugsgetriebe sowie Hochdruckzentrifugalpumpe in Dienst gestellt. Ab 1. Juli 1924 wurde bei der Feuerwehr ein Krankenwagen des städtischen Brennabor-Krankenhauses untergebracht und von der Feuerwehr betrieben. Am 15. Dezember 1933 trat das Gesetz über das Feuerlöschwesen in Kraft und die Feuerwehr Potsdam wurde in eine Feuerlöschpolizei umgegliedert. Am 14. April 1945 wurde die Feuerwache durch britische Bombenangriffe zerstört. Von etwa 40 Lösch- und Sonderfahrzeugen standen nur noch zwei defekte Fahrzeuge zur Verfügung. Ab 1946 stand der Feuerwehr Potsdam ein offener Lieferwagen zur Verfügung und ab 1948 wurden aus der Umgebung stammende Feuerwehrfahrzeuge in Potsdam zusammengezogen. Bis 1950 wurde die zerstörte Feuerwache wiedererrichtet und konnte im selben Jahr wieder genutzt werden. Am 10. Januar 1964 wurde eine neue Feuerwache in der Werner-Seelenbinder-Straße bezogen. Bis zum 31. Dezember 1990 unterstand die Feuerwehr dem Kreisamt der Volkspolizei Potsdam und ab 1. Januar 1991 wieder der Stadt Potsdam. Am 4. Mai 1992 wurde der am 15. April 1991 begonnene Bau der Feuer- und Rettungswache Babelsberg in Betrieb genommen.

## Berufsfeuerwehr
Die Berufsfeuerwehr wurde 1862 gegründet und besteht derzeit aus ca. 250 Beamten im aktiven feuerwehrtechnischen Dienst, die die Feuer- und Rettungswache Potsdam in der Holzmarktstraße, die Feuer- und Rettungswache Babelsberg in der Fritz-Zubeil-Straße sowie die Rettungswache Neu Fahrland besetzen. Neben Kräften für technische Hilfe und Brandbekämpfung hält die BF Potsdam eine Tauchergruppe sowie von 1986 bis 1989 eine Höhenrettungsgruppe (damals SRD-Gruppe, Spezieller Rettungsdienst bzw. Seilrettungsdient) vor.
Alle Einsätze im Rahmen des Brand- und Katastrophenschutzes sowie den Rettungsdiensts in Potsdam, der Landkreise Havelland, Ostprignitz-Ruppin und Prignitz werden von der am 31. Januar 2008 in Betrieb genommenen integrierten Regionalleitstelle Nordwest der Berufsfeuerwehr disponiert. Die Alarmierung erfolgt durch digitale Funkmeldeempfänger.

## Freiwillige Feuerwehr

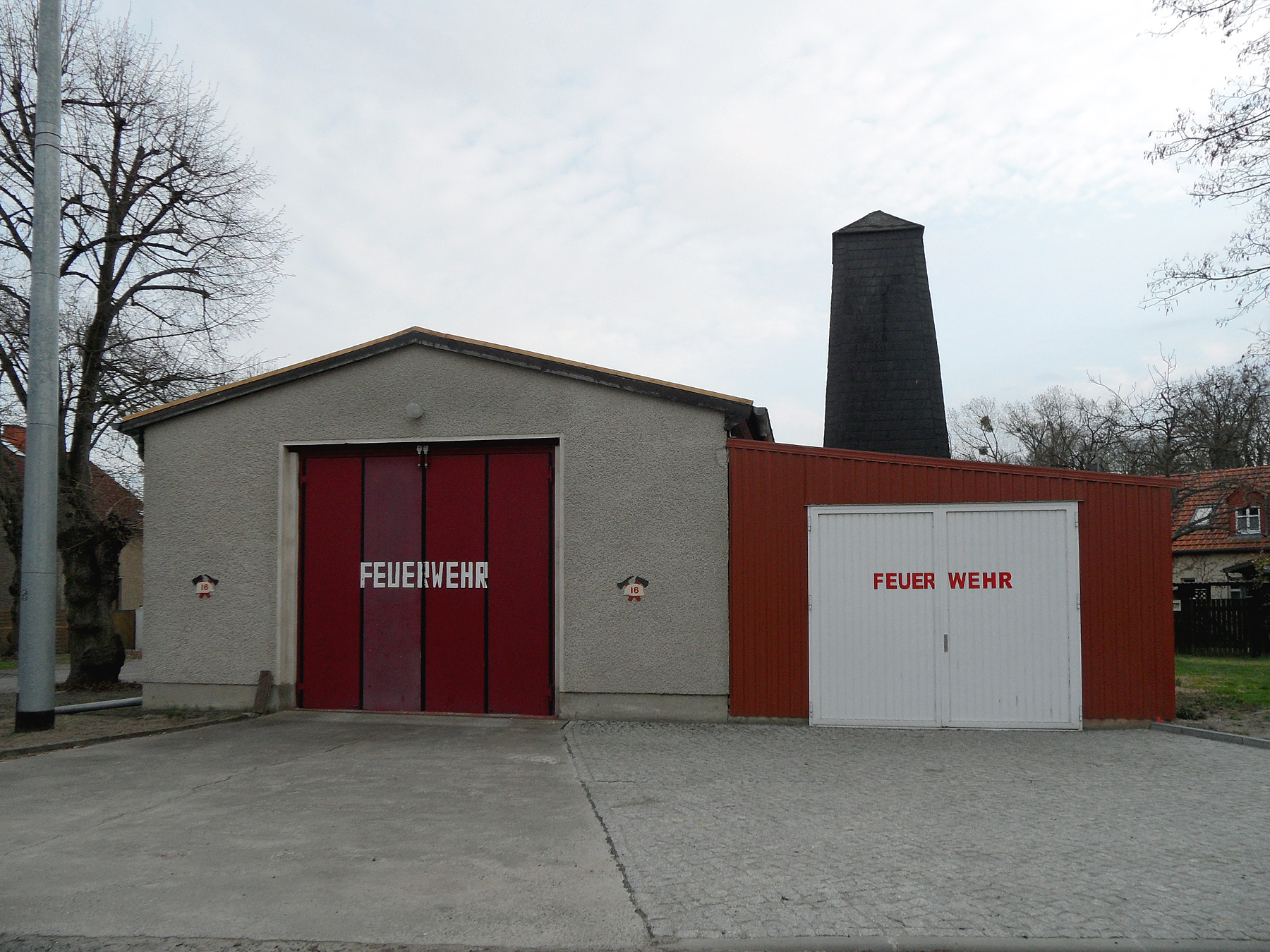
Feuerwehrhaus der Freiwilligen Feuerwehr Golm im Jahr 2012

Die Freiwillige Feuerwehr Potsdam gliedert sich in 15 Freiwillige Feuerwehren, die ebenfalls durch digitale Funkmeldeempfänger alarmiert werden.
| Standort                     | gegründet |
| ---------------------------- | --------- |
| Potsdam Zentrum              |           |
| Babelsberg / Klein Glienicke |           |
| Bornim                       | 1897      |
| Bornstedt                    |           |
| Drewitz                      | 1933      |
| Eiche                        |           |
| Fahrland                     | 1909      |
| Golm                         |           |
| Groß Glienicke               |           |
| Grube                        |           |
| Marquardt                    |           |
| Neu Fahrland                 |           |
| Sacrow\|                     | 1911      |
| Satzkorn                     |           |
| Uetz-Paaren                  |           |

### Jugendfeuerwehren und Kindergruppen
Alle Stadtteilfeuerwehren führen eine Jugendfeuerwehr. Ein Beitritt ist bereits ab dem zehnten Lebensjahr für Mädchen und Jungen möglich. Als erste Jugendfeuerwehr Potsdams wurde die Bornstedter Jugendfeuerwehr im Jahr 1993 gegründet.